# SO LONG (鈴木雅之の曲)
「SO LONG」（ソー・ロング）は、1999年8月21日に発売された鈴木雅之の24枚目のシングル。

## 解説
- 9thアルバム『Tokyo Junction』[注 1]からの先行シングル。
- 本作は1989年年のシングル「別れの街」から10年目となる、小田和正編曲・プロデュース作品。
- カップリングの「地球はメリーゴーランド」も、『Tokyo Junction』[注 1]収録曲で、1972年に発表されたガロの楽曲のカヴァー。
- 初回盤は紙ジャケット仕様。

## 収録曲
| 全編曲: 小田和正。 |                                            |           |           |      |
| #                  | タイトル                                   | 作詞      | 作曲      | 時間 |
| 1.                 | 「SO LONG」(鈴木雅之 [featuring 川村結花]) | 川村結花  | 川村結花  | 4:41 |
| 2.                 | 「地球はメリーゴーランド」(鈴木雅之)       | 山上路夫  | 日高富明  | 5:13 |
| 合計時間:          | 合計時間:                                  | 合計時間: | 合計時間: | 9:54 |

## クレジット

### SO LONG
- Keyboard instruments : 小田和正
- Piano : 川村結花
- Guitars : 佐橋佳幸
- E.Bass : 山内薫
- Programming : 望月英樹
- Backing Vocals : 小田和正、川村結花、Martin
- Chorus Arrangement : 小田和正&川村結花

### 地球はメリーゴーランド
- Keyboard instruments : 小田和正
- Guitars : 佐橋佳幸
- Basses : 山内薫
- Programming : 望月英樹
- Backing Vocals : 小田和正、山本潤子、川村結花、西司、Martin

### スタッフ
- Produced by 小田和正
- KAZUMASA ODA appears courtesy of BMG FUN HOUSE INC. / YOSHIYUKI SAHASHI appears courtesy of POLYDOR K.K.

- Art Direction & Design & Photo : through

## リリース日一覧
| 地域 | 発売日                        | リリース                | 規格                   | 品番      | 備考                               |
| ---- | ----------------------------- | ----------------------- | ---------------------- | --------- | ---------------------------------- |
| 日本 | 1999年8月21日                 | EPIC/SONY               | マキシシングル         | ESCB 2019 | 初回盤は紙ジャケット仕様。         |
| 日本 | - 2013年5月8日 - 2013年7月2日 | Epic Records Japan Inc. | デジタル・ダウンロード | -         | 通常音質（全2曲：AAC 128/320kbps） |